# Dhoo
Dhoo (ang. River Dhoo, w języku manx czarna, ciemna) – rzeka na wyspie Man, której długość wynosi w przybliżeniu 10,5 km.
Swój początek bierze w parafii Marown i płynie doliną na wschód, w stronę miasta Douglas. Na peryferiach tego miasta spotyka się z rzeką Glass, by utworzyć rzekę Douglas, która uchodzi do Morza Irlandzkiego.